# Hamburg (Schiff, 1964)
Der Zerstörer Hamburg war ein Kriegsschiff der Bundesmarine und das Typschiff der Hamburg-Klasse. Sie war von 1964 bis 1994 in Dienst.

## Geschichte
Benannt wurde die Hamburg nach dem Bundesland Hamburg. Dies war bereits das dritte Kriegsschiff mit dem Namen Hamburg. Die erste Hamburg war eine Radkorvette während der Schleswig-Holsteinischen Erhebung. In der Kaiserlichen Marine trug ein Kleiner Kreuzer den Namen Hamburg.
Die Hamburg war, zusammen mit den Fregatten der Köln-Klasse, der erste große Kriegsschiffneubau für die Bundesmarine. Sie wurde als Typschiff der Hamburg-Klasse auf der Werft H.C. Stülcken Sohn in Hamburg gebaut. Am 20. Januar 1959 wurde sie als Zerstörer „ZA“ mit der Baunummer 890 auf Kiel gelegt. Die Taufe auf den Namen „Hamburg“ und der Stapellauf fanden am 26. März 1960 statt. Aufgrund einer Explosion im Vorschiff verzögerte sich die Fertigstellung, und das Schiff wurde erst am 23. März 1964 in Dienst gestellt.
Sie wurde zunächst dem 1. Zerstörergeschwader in Kiel unterstellt. Mit Aufstellung des 2. Zerstörergeschwaders am 1. April 1965 in Wilhelmshaven wurde die Hamburg diesem unterstellt.
Der Zerstörer Hamburg bekam bei der Indienststellung die Hullnummer D 181 und das Funkrufzeichen DBZK zugewiesen. Mit dem 1. Dezember 1981 wurde das Funkrufzeichen in DRAA geändert.
Von 1975 bis 1976 wurde die Hamburg zur Klasse 101A modernisiert. Sie erhielt unter anderem eine modernere Bewaffnung mit Flugkörpern vom Typ Exocet MM 38 und eine geschlossene und größere Brücke.
Während des sogenannten „Kalten Krieges“ und der Zeit danach wurde der übliche Ausbildungs- und Bereitschaftsdienst geleistet. Der Zerstörer Hamburg wurde häufig in NATO-Verbänden eingesetzt. 1984 diente sie dem ersten deutschen Verbandsführer der SNFL (NATO-Einsatzverband Atlantik) als Flaggschiff.
Erst kurz vor Ende der Dienstzeit nahm die Hamburg an einem aktiven militärischen Einsatz teil, der Blockade Jugoslawiens im Rahmen der Operation Sharp Guard zwischen 1992 und 1993 in der Adria.

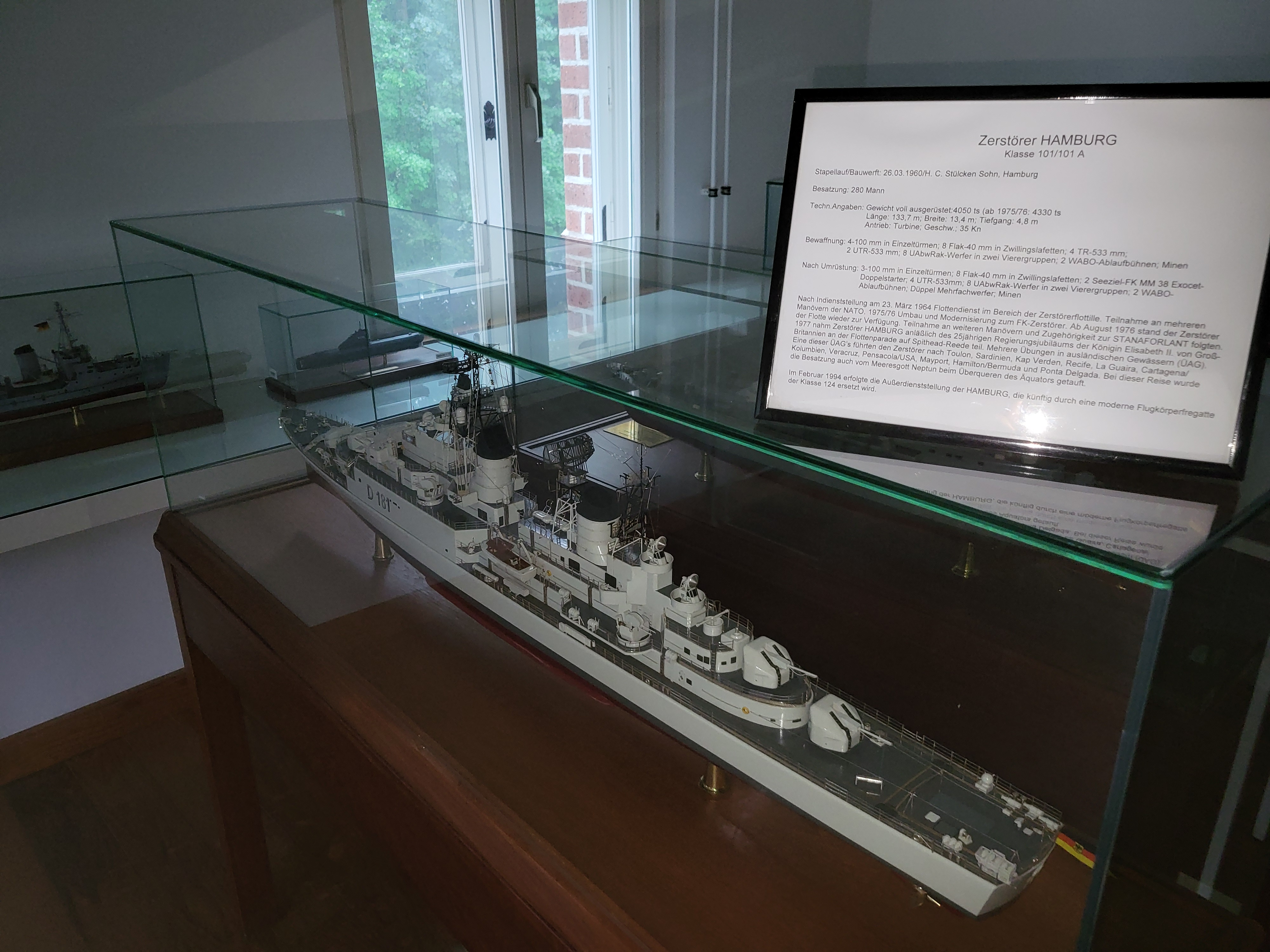
Modell der Hamburg im WGAZ der Marineschule Mürwik

Am 20. Februar 1994 wurde die Hamburg außer Dienst gestellt. 1998 wurde sie über die Vebeg an die Fa. Navales verkauft, nach Spanien verholt und dort abgebrochen.
Den Traditionsnamen Hamburg erhielt am 16. August 2002 die zweite Fregatte der Sachsen-Klasse.
| K o m m a n d a n t e n | K o m m a n d a n t e n | K o m m a n d a n t e n    | K o m m a n d a n t e n                  | K o m m a n d a n t e n |
| von                     | bis                     | Dienstgrad                 | Name                                     |                         |
| ----------------------- | ----------------------- | -------------------------- | ---------------------------------------- | ----------------------- |
| 1. September 1963       | 31. März 1965           | Fregattenkapitän           | Karl-Theodor Raeder                      |                         |
| 1. April 1965           | 31. Juli 1967           | Fregattenkapitän           | Siegfried Thiel                          |                         |
| 1. August 1967          | 31. Januar 1968         | Fregattenkapitän           | Ansgar Bethge                            |                         |
| 1. Februar 1968         | 31. Dezember 1968       | Dienstposten nicht besetzt |                                          |                         |
| 1. Januar 1969          | 11. Mai 1970            | Fregattenkapitän           | Horst Voigt                              |                         |
| 12. Mai 1970            | 31. Dezember 1971       | Fregattenkapitän           | Ewald Schmidt                            |                         |
| 1. Januar 1972          | 30. September 1972      | Dienstposten nicht besetzt |                                          |                         |
| 1. Oktober 1972         | 31. August 1975         | Fregattenkapitän           | Helmut Kähler                            |                         |
| 1. September 1975       | 31. März 1976           | Dienstposten nicht besetzt |                                          |                         |
| 1. April 1976           | 30. September 1978      | Fregattenkapitän           | Heinz Böttcher                           |                         |
| 1. Oktober 1978         | 31. März 1981           | Kapitän zur See            | Johannes Haß                             |                         |
| 1. April 1981           | 19. Februar 1984        | Fregattenkapitän           | Klaus Wiedmann                           |                         |
| 20. Februar 1984        | 25. März 1986           | Kapitän zur See            | Ulrich Fricke                            |                         |
| 26. März 1986           | 24. September 1987      | Fregattenkapitän           | Eick von Blanc                           |                         |
| 25. September 1987      | 27. Juni 1990           | Fregattenkapitän           | Josef Nowatzki                           |                         |
| 28. Juni 1990           | 27. Februar 1992        | Fregattenkapitän           | Rüdiger Götting                          |                         |
| 28. Februar 1992        | 27. August 1993         | Fregattenkapitän           | Hans-Joachim Rutz                        |                         |
| 28. August 1993         | 30. September 1993      | Kapitän zur See            | Peter Görg                               |                         |
| 1. Oktober 1993         | 24. Februar 1994        | Kapitänleutnant            | Peter Fuchs STO, als Dienststellenleiter |                         |